# Punto caldo di Macdonald

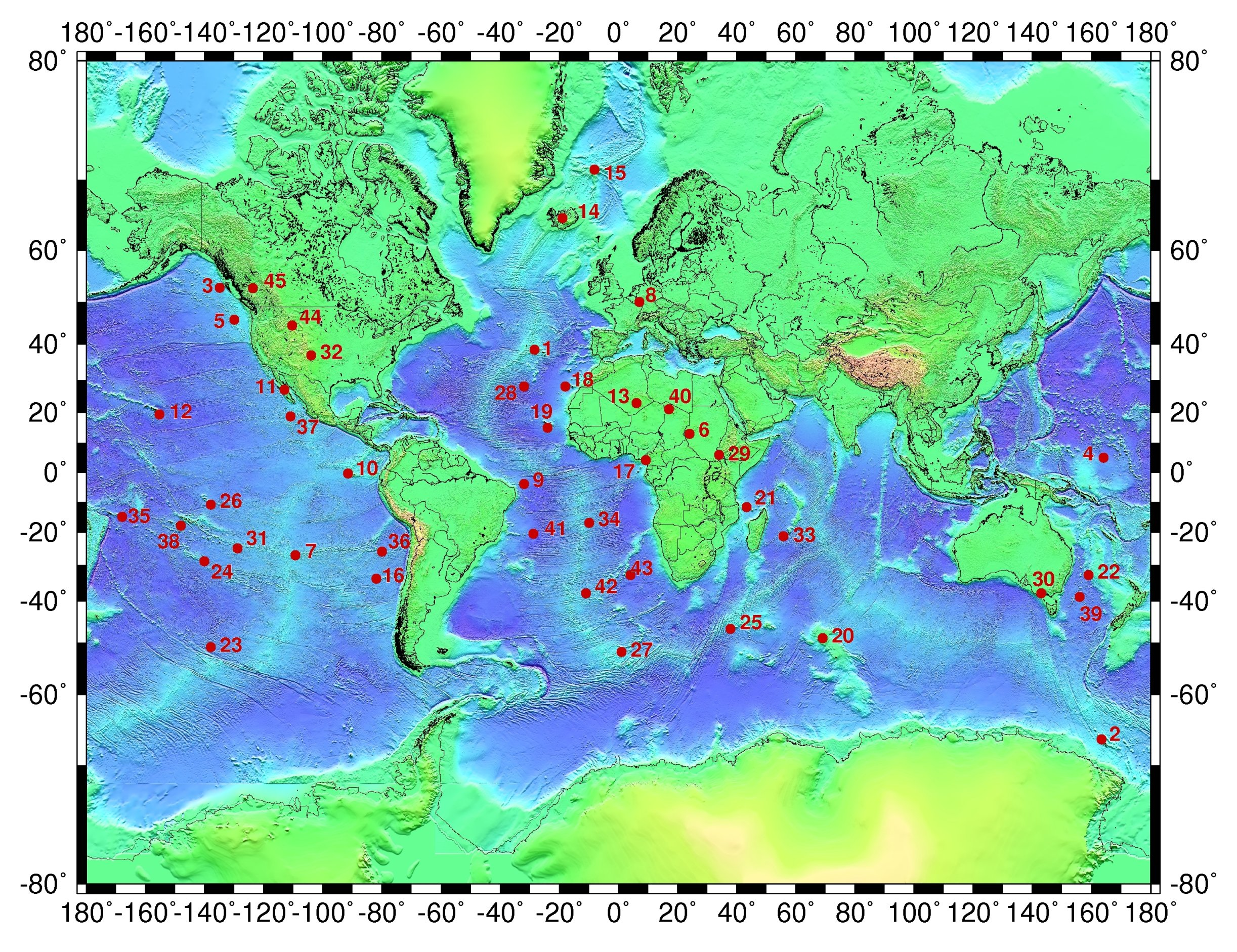
Il punto caldo di Macdonald è posizionato nella parte inferiore sinistra della mappa, contrassegnato dal numero 24.

Il punto caldo di Macdonald  è un punto caldo dell'Oceano Pacifico. È responsabile della formazione del Macdonald Seamount e probabilmente della catena delle Isole Australi-Isole Cook. Si ritiene che non abbia generato tutto il vulcanismo della catena, in quanto i dati relativi alle età implicano che sono stati necessari altri punti caldi per generare qualcuno dei vulcani.
Oltre ai vulcani della catena delle Isole Australi e Cook, il punto caldo di Macdonald potrebbe essere responsabile anche della formazione di Tokelau, delle Isole Gilbert, delle Isole della Fenice e di parecchie delle Isole Marshall, come pure di molte montagne sottomarine delle Isole Marshall.
Fa parte di una famiglia di punti caldi del Pacifico meridionale che include anche il punto caldo di Arago e il punto caldo delle Isole della Società. Si tratta di strutture al disotto della crosta terrestre che danno origine a vulcani e che sono in parte formati da pennacchi del mantello. Con il movimento della placca pacifica al di sopra dei punti caldi, si formano nuovi vulcani mentre quelli vecchi vengono eliminati. In qualche caso un vecchio vulcano capita al di sopra del punto caldo e può venire sollevato, come è accaduto con l'isola Rurutu.
La denominazione del punto caldo è stata data in onore del vulcanologo americano Gordon A. MacDonald (1911-1978).